# Er fattaccio (film)
Er fattaccio (distribuito anche come Il fattaccio) è un film italiano del 1952 diretto da Riccardo Moschino.
Il film è tratto da un monologo drammatico scritto in romanesco nel 1911 da Americo Giuliani e portato sulle scene da Alfredo Bambi.

## Trama
A Trastevere, in vicolo del Moro, la sora Emma rimasta vedova vive con i due figli: Bruno, il maggiore, fa il carrettiere; Gigi, il più giovane, è apprendista presso un orologiaio, il sor Venanzio. Dei due, Bruno è il più volenteroso, disciplinato e affettuoso con la madre. Gigi ama divertirsi, trascura il lavoro frequentando compagnie di sfaccendati e, pur essendo fidanzato, corre dietro ad ogni ragazza. Quando conosce Lulù, una cantante, ne diviene l'amante e per lei commette un furto nella bottega in cui lavora. Sor Venanzio si accorge del furto e Gigi, per risarcirlo, ruba i risparmi di sua madre.
Lulù fa entrare Gigi nella banda di Lemme Lemme, il suo protettore, ma una sera lo fa mettere alla porta proprio da quest'ultimo e Gigi va su tutte le furie. A casa, maltratta sua madre che, consapevole del furto subito, soffre per non essere stata in grado di ricondurlo sulla buona strada e subisce in silenzio i suoi soprusi. Una sera, Bruno sorprende suo fratello nel corso dell'ennesima scenata con la madre e i due vengono alle mani; Bruno viene ferito da Gigi con un coltello e la sora Emma, alla vista del sangue, viene meno e muore. Bruno, immobilizzata la destra di suo fratello, lo costringe a colpire sé stesso e poi va a costituirsi.

## Altre versioni
Al monologo di Americo Giuliani è ispirato anche il film commedia del 1973 Storia de fratelli e de cortelli, diretto da Mario Amendola.